# Bogdan Sawicki (dziennikarz)
Bogdan Sawicki (ur. 14 października 1967 w Białymstoku, zm. 16 października 2018) – polski dziennikarz, lektor, prezenter radiowy i telewizyjny.

## Życiorys
Absolwent V Liceum Ogólnokształcącego im. Jana III Sobieskiego w Białymstoku. Ukończył studia na Wydziale Dziennikarstwa i Nauk Politycznych Uniwersytetu Warszawskiego.
Przez 8 lat pracował jako sanitariusz w pogotowiu ratunkowym. Pracę w mediach rozpoczął w Polskim Radiu Białystok (1 lipca 1992). Po wyjeździe z Białegostoku rozpoczął współpracę z Programem I Polskiego Radia, gdzie prowadził magazyn „Zawsze 5 po…”. W 1999 rozpoczął pracę w pierwszym składzie zespołu „Inforadio”, gdzie prowadził poranny program „News and Talk”. Równolegle pracował w TVP2 jako lektor.
W Warszawskim Ośrodku Telewizyjnym prowadził program – Telewizyjny Kurier Warszawski. Był wydawcą programów informacyjnych, reporterem i autorem programu w TVP3 „Odkryj Nowy Świat” poświęconego organizacjom pozarządowym. W latach 2000–2002 był współpracownikiem Polskiego Radia Bis jako autor i prowadzący poranny program informacyjno-edukacyjny „Wstawaj, szkoda dnia”.
Od grudnia 2001 prowadził codzienny program informacyjny w TVP1 „Agrobiznes”, a po raz ostatni poprowadził go w dniu 13 kwietnia 2018.
Od marca 2009 współpracował z Radiową Jedynką, gdzie prowadził „Cztery pory roku” i „Lato z radiem”. W latach 2011–2015 współprowadził koncerty plenerowe „Lata z radiem”.
Zmarł 16 października 2018. Spoczął na cmentarzu św. Rocha w Białymstoku. Przyczyną śmierci była choroba nowotworowa.